# Арт Оенфер
Арт Оенфер, він же Акт мак Кунн, Арт Самотній (давньоірл. Art Óenfer) — верховний король Ірландії. Роки правління: 143—173 роки н. е. (згідно з хроніками Джеффрі Кітінга) або 165—195 роки н. е. (згідно з «Книгою Чотирьох Майстрів»). Син верховного короля Ірландії Конна Сто Битв.

## Легендарна біографія
Згідно з давніми ірландськими легендами Конн Сто Битв мав двох синів — Арта та Конла який був прозваний Черленим (ірл. — Connla). Конла Черлений зустрів дівчину з сіду — потойбічного світу, що розташовується в глибинах ірландських пагорбів. Конла закохався в неї і пішов в сід — в глибини пагорбу Маг Мелл (ірл. — Mag Mell) і більше не повертався у світ людей. Після цієї події у Конна Сто Битв лишився тільки один син за що і був прозваний Самотнім. Хоча, Джеффрі Кітінг наводить більш реалістичну версію про те, що Конла Кріонна (ірл. — Connla Crionna) — брат Арта був вбитий дядьком — Еохайдом Фінном. Згідно іншої легенди ще одна дівчина сід — Хуллє (ірл. — Chuille), що походила з племені богині Дану, прийшла з потойбічного світу і закохалась в Арта, але довідавшись, що його батько — король Ірландії — вдівець, погодилась вийти заміж за короня Конна при умові, що Арт назавжди покине столицю — Тару. Ця подія прогнівила потойбічні сили і в Ірландії почався голод. Хуллє змушена була повернутися в сід, залишити світ людей. Ще в іншій легенді Арт порушує свій гейс (табу, яке має кожна людина), коли він програє у давній ірландській грі фідхел (ірл. — fidchell) (правила якої історія не зберегла) і змушений після цього покинути Ірландію до того часу, як не знайде і не порятує діву Делбхем — діву справедливості (ірл. — Delbchaem). Арт Оенфер вирушає в Країну Див, в якій долає страшні і надприроді сили, змушений вбити матір Делбхем, як це і пророкували їй друїди, що вона буде вбита нареченим своєї дочки.

## Прихід до влади
До влади прийшов внаслідок того, що його швагро верховний король Ірландії — Конайре Коем, зять його батька Конна Сто Битв був вбитий Немедом мак Скройбкенном у битві під Грутіне.

## Правління і смерть
Правив Ірландією протягом 30 років (деякі легенди говороть про 24 роки правління). У час його правління сини Конайре Коема вирішили помститися Немеду та його союзникам за смерть свого батька. Битва відбулась біля Кеннфебрат в королівстві Мунстер. Айліль Аулом поранив в стегно Лугайда мак Кон і той змушений був покинути Ірландію. Він уклав союз з Бенне Брітом — одним з королів бритів і привів армію іноземців в Ірландію. Він переміг і вбив короля Арта Оенфера в битві під Маг Мукріме. Перед битвою, в якій йому судилося загинути, він гостював у домі коваля-друїда Олк Ахе (Олкаха) (ірл. — Olc Acha). Згідно з пророцтвами Олку було передбачено, що нащадками в нього будуть великі королі Ірландії і він привів Арту Оенферу свою доньку Ахтен, щоб рід короля не згас. Внаслідок подій цієї ночі народився майбутній верховний король Ірландії Кормак мак Арт. Але Джеффрі Кітінг наводить альтернативну версію про те, що Ахтен була офіційною коханкою короля Арта, і за неї був сплачений відповідний викуп худобою. А офіційною дружиною Арта Оенфера і матір'ю інших його дітей була Медб Лехдерг (ірл. — Medb Lethderg).